# François-Louis Cizeron-Rival
François-Louis Cizeron-Rival est un écrivain français né à Lyon le 1er mai 1726 et mort vers 1795.

## Biographie
On lui doit un recueil d'anecdotes qui le rendit célèbre, les Récréations littéraires (1765) ainsi que des Remarques sur les œuvres choisis de Jean-Baptiste Rousseau (1765).
En 1770, il fait publier la première édition des Lettres de Boileau à Brossette en trois volumes.

## Pour approfondir